# 魯斯梅埃

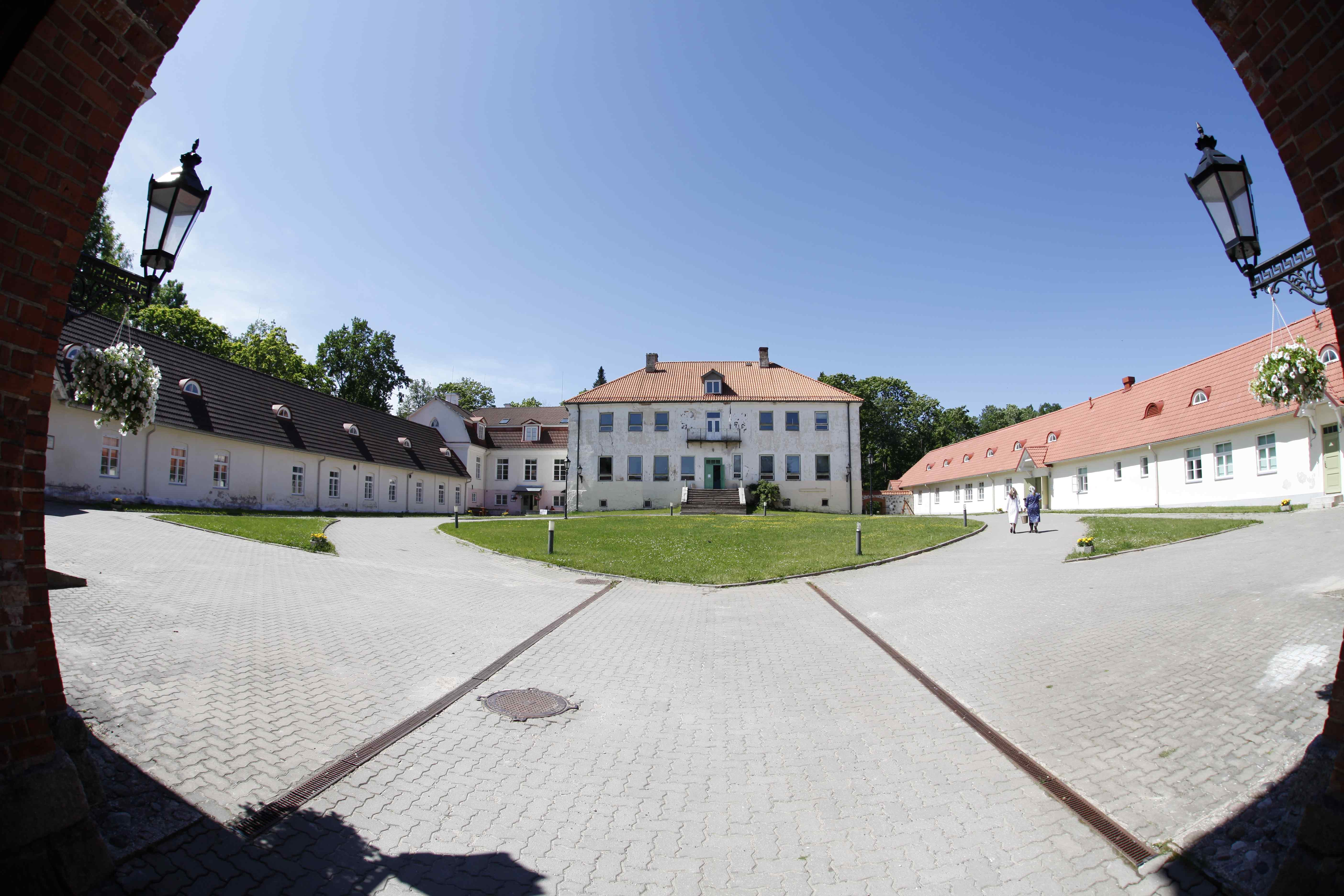
村内的罗戈西庄园

魯斯梅埃是愛沙尼亞沃魯縣勒乌格市镇内的村庄，距離县府沃魯市28公里，位於該國東南部，始建於16世紀，該村附近的魯斯梅埃湖面積約3.9公畝，2006年人口46。